# Halina Górecka
Pour les articles homonymes, voir Halina Gorecka.
Halina Sylwia Górecka, née Richter le 4 février 1938 à Chorzów, est une ancienne athlète polonaise et championne olympique. Elle a concouru pour la Pologne aux Jeux olympiques d'été de 1960, 1964 et pour l'Allemagne de l'Ouest aux jeux de 1968.
Elle a gagné le bronze avec le relais 4 × 100 m aux jeux de 1960 à Rome puis l'or quatre ans plus tard aux jeux de Tokyo en établissant un nouveau record du monde. À ces jeux, elle a également terminé septième du 100 m.
En 1964, elle est devenue double championne de Pologne sur 100 et 200 m. En 1965, elle a quitté la Pologne pour l'Allemagne de l'Ouest où elle se remaria. Son apparition sous les couleurs de l'Allemagne de l'Ouest aux jeux de 1968 à Mexico ne donna pas de médaille.

## Palmarès

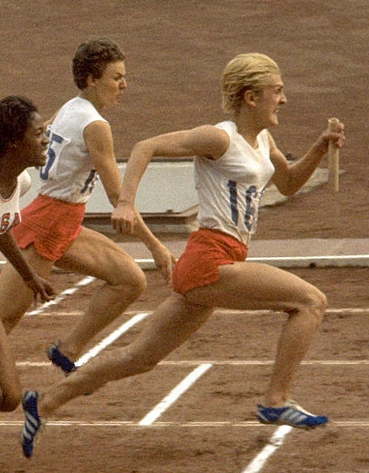
Halina Górecka (à gauche) en 1964

### Jeux olympiques d'été
- Jeux olympiques d'été de 1960 à Rome ( Italie)
  -  Médaille de bronze en relais 4 × 100 m
  - 7e sur 100 m
- Jeux olympiques d'été de 1964 à Tokyo ( Japon)
  -  Médaille d'or en relais 4 × 100 m